# Tafresh (kommunhuvudort)
Tafresh (persiska: تفرش) är en stad och kommunhuvudort i Iran.   Den ligger i Markazi provinsen i centrala delen av landet, 170 km sydväst om huvudstaden Teheran. 
Tafresh är beläget bland höga berg omkring 1 910 meter över havet. Antalet invånare är 14 399. Befolkningen är persisktalande och använder standardpersiska. Den så kallade Tafreshi-dialekten är i princip utdöd.

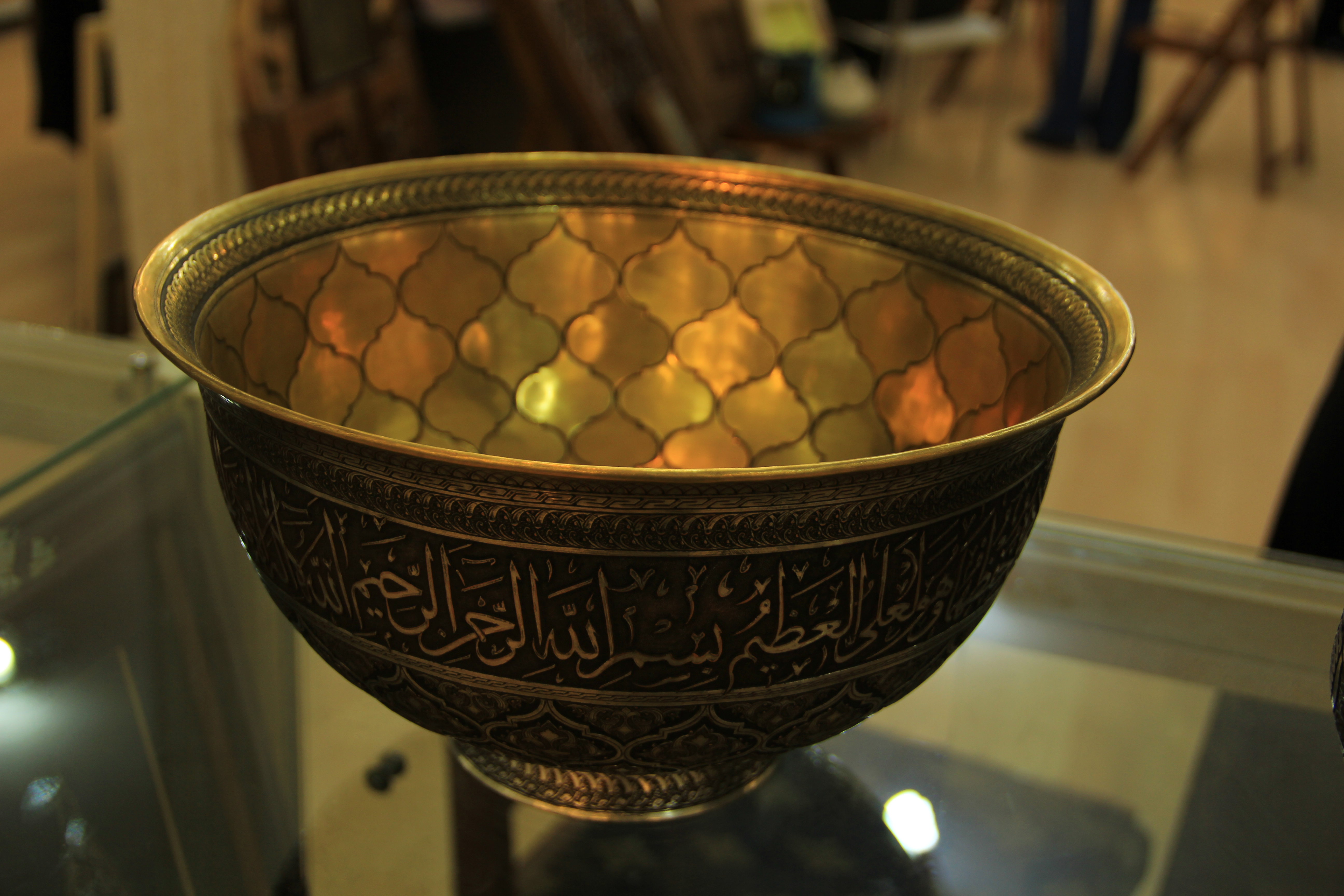
Tafresh är berömt för dess metallhantverk

## Historia
Tafresh äldsta historia är höljd i dunkel. De äldsta arkeologiska fyndplatserna består av gravplatser från sassanidisk tid. I samband med den islamiska invasionen av Iran på 650-talet försvarades landet av flera framstående generaler, däribland Delaram, som gett namn åt den by utanför Tafresh där han anses vara född. 
Under medeltiden var Tafresh ett av Irans sista fästen för zoroastrismen som var statsreligion i landet under antiken. Arkeologer upptäckte 2016 zoroastriska gravplatser, så kallade dakhma, på Kalkhal-kullen utanför Tafresh. Dessa dakhma härstammar främst från medeltiden. Zoroastrismen levde kvar ändra fram till qajarisk tid men försvagades kraftigt efter pogromer som utbröt i slutet av 1700-talet. Vissa anser att namnet Tafresh kommer från persiskans gabresh som betyder "zoroastrisk", alltså "den zoroastriska staden" men det har inte kunnat styrkas med säkerhet. Majoriteten av befolkningen är sedan 1500-talet shiamuslimer och i dag finns inga zoroastriska eller judiska familjer kvar i trakten.
Under första halvan av 1900-talet motsvarade Tafresh ännu en svensk socken och inkluderade bebyggelser med några tusen personer som hade en egen förvaltning, moské och shiitisk tekke. De första moderna skolorna och ett allmänt bibliotek grundades. Det öppnades en modern vårdcentral och en statlig domstol. Efter 1960 blev platsen en viktig tätort och en liten modern stadskärna växte fram. Det första moderna sjukhuset öppnades 1975.
Kända släkter från Tafresh är Mansur, Farrokhzad och Parsa.

## Kända personligheter
Trots sin ringa storlek är Tafresh en av de mest betydande städerna i regionen och har satt flera av Irans främsta vetenskapsmän och tänkare till världen, däribland poeten Nezami, som är den främste författaren av kärleksepos på persiska språket och vars far anses ha kommit från trakten. Tafresh kallas "Irans fäders hemstad" (Shahr-e pedarān-e Irān) bland iranier eftersom flera personer inom landets moderna vetenskapliga och kulturella elit härstammar från staden. 
Under den qajariska dynastin härstammade många av landets ledande ämbetsmän och kalligrafer från Tafresh. Kända personligheter från staden i vår tid är fysikern Mahmud Hesabi, botanikern Ahmad Parsa, kartografen Abbas Sahab och pediatrikern Mohammad Gharib som lade grunden till dessa moderna vetenskaper i Iran. Bland landets politiska elit kan nämnas premiärministrarna Ali Mansur och Hassan Ali Mansur som tillhörde en känd Tafresh-släkt.
Militärofficeren Mohammad Bagher Farrokhzad, far till kulturpersonligheterna Forough Farrokhzad och Fereydoun Farrokhzad var från Tafresh. Även filmregissören Ali Hatami och skådespelarna Mehran Modiri, Niki Karimi och Ali Mosaffa härstammar genom sina föräldrar från Tafresh. Den iransk-svenske författaren Ashk Dahlén är från Tafresh.
Under Qajardynastin ingick Ashtian i den dåtida delprovinsen Tafresh. Till kända personer som härstammar från Ashtian hör premiärministrarna Ahmed Qavam och Mohammad Mosaddegh samt litteraturvetaren Abbas Eqbal Ashtiani.

## Universitet
Staden har bevarat sin ställning som ett viktigt centrum för vetenskap och kultur tack vare sina lärosäten. Tafresh är i dag en viktig universitetsstad och tre universitet finns belägna i staden:
- Tafresh universitet, tidigare en gren av Amirkabir Tekniska Högskola

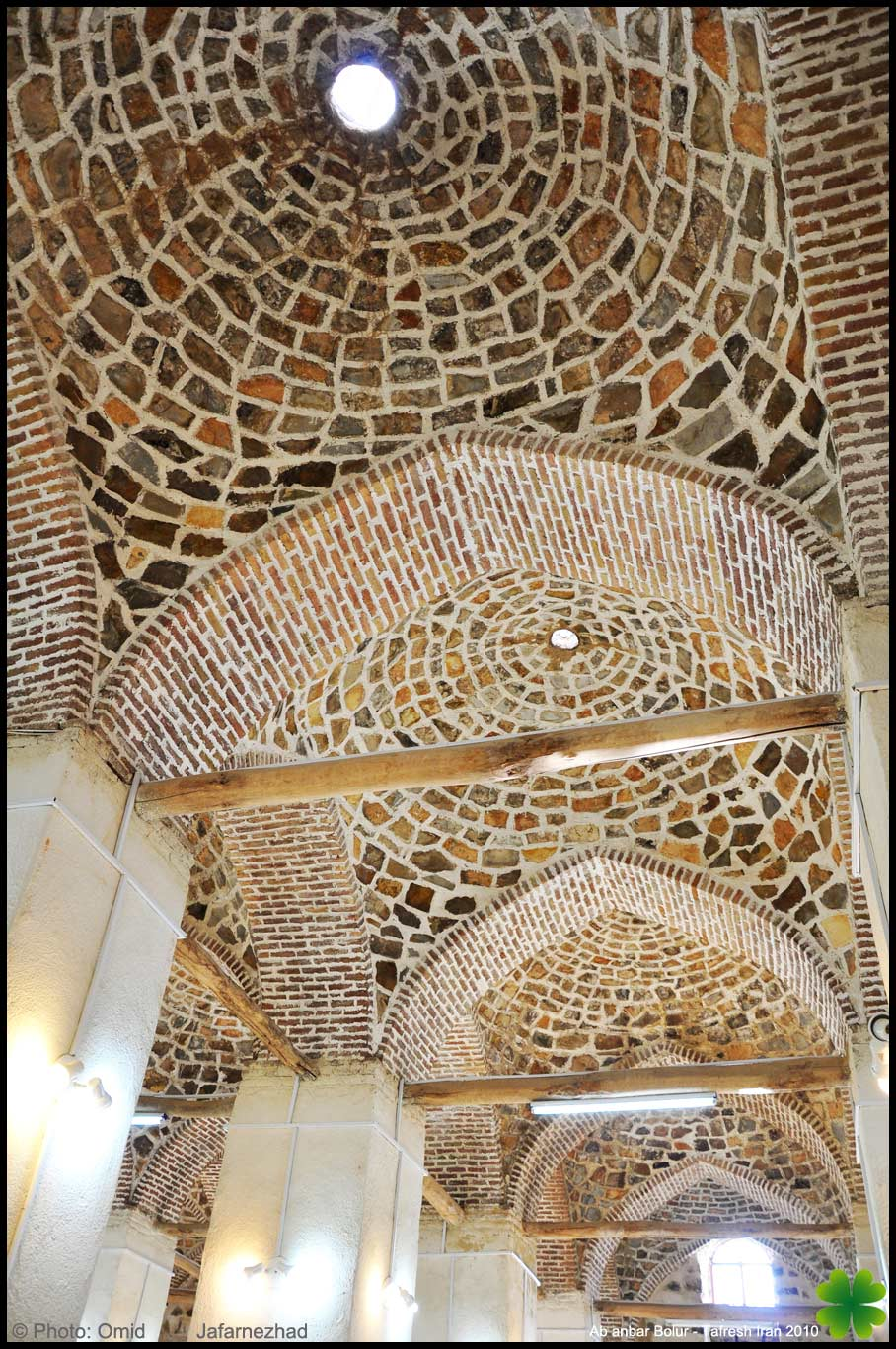
Innertaket i Abanbar-e Bolur, en traditionell cistern för lagring av dricksvatten i Tafresh.

- Tafresh Azad universitet
- Payam-e Nur universitet

## Qanat-system
Vattenförsörjningen i staden har traditionellt sett skett genom ett så kallat qanat (eller kariz) system bestående av underjordiska kanaler. Dessa tunnlar används än i dag till bevattning av jordbruksmark och till att ge samhället vattenförsörjning. Den mest kända qanaten i Tafresh heter Qanat-e Sheshnav och flyter under och genom stadens äldsta bebyggelse. Denna qanat byggdes redan under seljukisk tid. Vattnet börjat flöda rikligt i början av mars och skänker friskhet åt staden ända fram till slutet av höstårstiden. 
Stadens vatten- och avloppssystem moderniserades på 1970-talet och dess kapacitet förbättrades 2006.
Terrängen runt Tafresh är huvudsakligen kuperad, men österut är den bergig. Tafresh ligger nere i en dal. Runt Tafresh är det ganska tätbefolkat, med 75 invånare per kvadratkilometer. Tafresh är det största samhället i trakten. Trakten runt Tafresh består i huvudsak av gräsmarker.